# Entodon subdiversinervis
Entodon subdiversinervis är en bladmossart som beskrevs av Kyuichi Sakurai 1953. Entodon subdiversinervis ingår i släktet Entodon och familjen Entodontaceae. Inga underarter finns listade i Catalogue of Life.